# Nico Dohmen
Nicolaas Jozef Petrus (Nico) Dohmen (Stoutenburg, 3 januari 1921 – Hilversum, 18 februari 2008) was een Nederlandse verzetsstrijder in de Tweede Wereldoorlog. Samen met Hanna van der Voort was hij verantwoordelijk voor het onderbrengen van 123 Joodse onderduikers in Tienray en omgeving.

## Levensloop

### Onderduiken
Dohmens vader van hoofd van de landbouwschool in Kampen. Van huis uit was hij anti-Duitsgezind. Zijn vader hield op het moment van de Duitse inval in Polen een toespraak waarin hij opriep de Duitsers nooit te helpen.
Na de middelbare school ging Dohmen klassieke talen en letteren studeren aan de Katholieke Universiteit Nijmegen. Hij weigerde in april 1943 de Loyaliteitsverklaring te ondertekenen en dook onder bij zijn oom Frans Litjens aan de Elmpterweg in Roermond, maar moest een maand later al een nieuwe onderduikplek hebben nadat hij samen met zijn broer Ernest iets te opzichtig een gewonde geallieerde piloot had geholpen. Vervolgens kwam hij terecht bij de familie-Van der Voort in Tienray.

### Hulp aan Joden
In diezelfde periode zocht Piet Meerburg van de Amsterdamse Studenten Groep onderduikadressen voor Joodse kinderen in het zuiden van Nederland. Via Karl Ex en Piet Russel kwam hij in contact met de familie-Van der Voort. Haar dochter Hanna van der Voort zegde haar hulp toe. Daarbij werd zij ondersteund door Nico Dohmen. Later hielp ook de Joodse onderduiker Kurt Löwenstein.
Vaak ging het om kinderen die waren weggesmokkeld uit de Hollandse Schouwburg, de verzamelplaats voor Amsterdamse Joden. Zij werden door Hanna van der Voort opgepikt bij station Venlo en vervolgens vanuit Tienray ondergebracht bij boeren in de omgeving.  Van der Voort zorgde voor adressen, terwijl Dohmen de kinderen vaak wegbracht en de onderduikouders van leeftocht voorzag. Ook maakte hij zich er hard voor dat alle jongere kinderen naar de basisschool konden. Het plaatsen van Joodse kinderen bij Rooms-katholieke gezinnen leverde soms spanningen op, omdat de kinderen bijvoorbeeld geen varkensvlees aten, wat niet door iedereen begrepen werd. Tegelijkertijd waren Dohmen en Van der Voort tegenstander van bekering van Joden tot het christendom tijdens de onderduikperiode. Het verzoek van een Joodse tiener om zich te mogen laten dopen in de Rooms-katholieke kerk werd geweigerd.
Van der Voort en Dohmen hielden geen administratie bij, omdat zij dat te gevaarlijk vonden. Dat was ook een reden om geen aansluiting te zoeken bij de Landelijke Organisatie voor Hulp aan Onderduikers, hoewel Van der Voorts eigen zus Mien daar leiding aan gaf in Maasniel. Dohmen en Van der Voort zorgden eigenhandig voor onderdak voor zeker 123 Joden.

### Verraad
Halverwege 1944 vermoedde de Sicherheitsdienst wel dat er veel Joden ondergedoken zaten in de Peel. Zo werden bij een razzia in Oirlo de Joodse verpleegster Hanna Prins en twee kinderen van elf jaar opgepakt, allen vallende onder de zorg van Van der Voort en Dohmen. De Duitsers kregen Dohmen en Van der Voort in het vizier dankzij Luc Nahon, een controleur van de Landstand. In de nacht van 30 op 31 juli 1944 vond er een overval plaats op het huis van de familie-Van der Voort. Dohmen wist zich te verbergen in een kast en werd niet gevonden, maar Hanna van der Voort werd meegenomen. Zij werd verhoord, maar na negen dagen vrijgelaten.
Door toedoen van Nahon werden ook een aantal Joden opgepakt, te weten Flora en Willem de Paauw, Duifje Gans, Louis en Victor David van Weezel, Benjamin, Rosa en Arthur Ginsberg en Bep Alderweild. Alleen Alderweild overleefde de oorlog. Nahon werd na de oorlog veroordeeld tot vijf jaar gevangenisstraf.
Na de arrestatie van Van der Voort werd er met hulp van de NV'ers Herman Flim en Koos Posthuma binnen twee dagen tachtig onderduikadressen gevonden voor de onderduikers in Tienray en omgeving.
Tienray werd in november 1944 bevrijd. Dohmen reisde naar Eindhoven waar hij contact had met de Joodse Coördinatie Commissie. Zij wilden alle Joodse kinderen naar Eindhoven halen omdat zij in gevaar liepen in Tienray omdat dat frontgebied was. Dohmen weigerde omdat hij vond dat dan alle kinderen geëvacueerd moesten worden, niet alleen de Joodse kinderen. Daarop werd hij voor antisemiet versleten. Terug in Tienray trad Dohmen nog enige tijd op als het plaatselijke hoofd van de Binnenlandse Strijdkrachten.

## Naoorlogse jaren
Na de oorlog ging Dohmen psychologie studeren in Amsterdam. Hij werkte in die tijd bij de studentenbioscoop Kriterion die onder leiding stond van Piet Meerburg. Na zijn afstuderen in 1951 vond hij werk bij Philips, waar hij doorgroeide tot directeur Personeelszaken. In 1971 kwam hij in de Raad van Commissarissen van Douwe Egberts. In 1984 ontving Dohmen van het Israëlische holocaustcentrum Yad Vashem de eretitel Rechtvaardige onder de Volkeren.